# 馬東河
馬東河（法語：Madon，法語發音：[madɔ̃]）是法國大東部大區孚日省和默尔特-摩泽尔省的河流，是摩澤爾河的左支流，河道全長96.9公里，流域面積1032平方公里，發源自维奥梅尼勒附近，平均流量每秒11.1立方米。

## 外部連結
- http://www.geoportail.fr （页面存档备份，存于）
- Sandre数据库中的馬東河